# Glosolalia
Glosolalia, mówienie językami (od gr. γλῶσσα glō̂ssa „język” + λαλέω laléō „mówię”) – wypowiadanie w stanie religijnego uniesienia niezrozumiałych dźwięków. Przez wyznania i Kościoły chrześcijańskie uznawane za charyzmatyczną mowę artykułowaną, choć niezrozumiałą dla słuchaczy. 

## W chrześcijaństwie
Glosolalia jest często przez osoby wierzące uznawana za dar języków pochodzący od Boga. W Piśmie Świętym jest wzmiankowana około 30 razy. W Nowym Testamencie świadczą o niej Dzieje Apostolskie (2,4; 10,46; 19,6), listy św. Pawła (1 Kor 12,30; 13,1; 14,2.39), a także Ewangelia (Mk 16,17), gdzie Jezus obiecuje uczniom, że będą mówić językami. Niezależnie od problemów egzegetycznych, mowa jest o zjawisku uznanym przez Pismo św. za rzeczywiste i stosunkowo częste. Dar ten ma często funkcję modlitewną. Św. Paweł napisał w jednym ze swych listów, że ten dar jest najmniejszym z darów, ale on sam go posiada i życzy go innym; ale też należy czuwać nad właściwym porządkiem, jeśli korzysta się z niego na zebraniach.
Istnieje rozróżnienie glosolalii na: mówienie językami istniejącymi (wyst. w dzień Zesłania Ducha Świętego; 2. rozdz. Dziejów Apostolskich) oraz na mówienie językami niezrozumiałymi, tzw. „anielskimi”, o których wspomina apostoł Paweł w rozdz. 13. 1 Listu do Koryntian. Glossolalia w kościołach zielonoświątkowych występuje przeważnie w drugiej wymienionej postaci, najczęściej podczas społecznej modlitwy zboru lub uwielbienia śpiewem.
Glosolalię można odnaleźć w żywej tradycji Kościoła. W pierwszych wiekach jest dość rozpowszechniona, potem występuje rzadziej, pojawiając się czasem w klasztorach czy też w życiu świętych.
Warto zaznaczyć istotną rolę wiary, która jest ważna w rozumieniu oraz akceptacji zjawiska glosolalii. Chrześcijanie posiadający zdolność „mówienia językami” przeważnie definiują ją jako przyjęcie wezwania Jezusa do stania się jak dzieci, gdyż tylko tak można wejść do Królestwa Niebieskiego.
Szczególną formą glosolalii jest ksenolalia (nazywana też ksenoglozją), w której dochodzi do mówienia językami istniejącymi, ale nieznanymi mówiącemu.
Glosolalia jest jednym z najbardziej charakterystycznych objawów duchowości charyzmatycznej (również w łonie Kościoła katolickiego, np. Ruch Odnowy w Duchu Świętym), ewangelikalnej, a w szczególności zielonoświątkowej.
Adwentyści twierdzą, że glosolalia ma demoniczne pochodzenie i powołują się przy tym na rzekome przepowiednie Ellen G. White. Adwentystyczny teolog Alfred Palla, utrzymuje, że glosolalia może mieć demoniczne pochodzenie. Natomiast Świadkowie Jehowy twierdzą, że „dary ducha świętego, łącznie z mówieniem językami, były tylko tymczasowe” (1 Kor 13:8) i  zakończyły się wraz ze śmiercią apostołów oraz osób, które otrzymały ten dar bezpośrednio od nich (pod koniec I wieku n.e.).

## Badania naukowe
Glosolalię badali m.in. Cutten George Barton, Nils Block-Moeller, Wiliam Samarin, Felicitas Goodman, Andrew Newberg, Michael Motley.
Badania lingwistyczne
Badania skupiają się na kwestii lingwistyczności glosolalii. Nie ma jednak wśród uczonych zgody odnośnie do tego na ile fenomen ten spełnia kryteria językowe. 
Wiliam Samarin z Uniwersytetu w Toronto przyznaje, że glosolalia posiada pewne cechy języka. Składa się ona m.in. z segmentów przypominających zdania, wyrazy oraz fonemy. Jego zdaniem jednak to podobieństwo jest jedynie powierzchowne. Argumentuje on, że osoby mówiące glosolalią nie rozumieją tego co mówią. Nie udało się także utożsamić badanych próbek glosolalii z żadnym znanym językiem. Natomiast świadectwa członków ruchu są jego zdaniem niewiarygodne. Innym argumentem jest zbytnia powtarzalność dźwięków. 
Michael T. Motley – profesor emeritus z Uniwersytetu w Kalifornii – także przeprowadził analizę glosolalii. Doszedł on jednak do zupełnie odmiennych wniosków. Jego zdaniem zarzuty o monotonię są wątpliwe. Pochodzą one bowiem od badaczy anglojęzycznych. Tymczasem angielski sam jest tutaj nienaturalnie elastyczny w porównaniu do innych języków. Jednocześnie zauważył, że glosolalia jest m.in. ustrukturyzowana fonotaktycznie oraz posiada reguły rządzące składnią. Co więcej, składa się z raczej wyrafinowanych struktur niezależnych od języka rodzimego. Jednak według współczesnej lingwistyki istnienie struktury bez informacji semantycznej jest mało prawdopodobne. Albo więc za tworzenie struktur odpowiada jakiś nieznany czynnik, albo glosolalia faktycznie jest językiem. 
Badania neurofizjologiczne
Andrew Newberg, profesor radiologii na Uniwersytecie Pensylwanii, badał modlące się zakonnice, mnichów buddyjskich podczas medytacji, a także zielonoświątkowców, podczas gdy mówili językami w urządzeniu skanującym, w celu zmierzenia funkcjonowania ich mózgu podczas doznań duchowych. Odkrył, że doświadczenia religijne mają głęboki wpływ na mózg: w czasie, gdy zakonnice i mnisi znajdowali się w stanie duchowego uniesienia, stwierdzono u nich podwyższoną aktywność w płatach czołowych. U zielonoświątkowców odkrył wręcz odwrotne zjawisko – wyraźny spadek aktywności w płatach czołowych.
Inne badania
Wyniki badań nad zjawiskiem glosolalii u zielonoświątkowców ogłosił w pracy Tungotal och andedop 1976 fiński psycholog religii Nils G. Holm.
Niektóre przypadki glosolalii interpretuje się jako przykłady kryptomnezji, tzn. mówienia językiem, którego mówiący według swego subiektywnego przekonania dotąd nie znał.
Glosolalię krytykował protestancki teolog René Pache.

## Literatura
Fenomen glosolalii jest jednym z tematów powieści Zamieć Neala Stephensona. Według pomysłu Stephensona glosolalia jest niczym innym jak językiem maszynowym umysłu.